# Aérodrome de Khôst
L'aérodrome de Khôst est situé dans la province de Khôst à 3 kilomètres au sud-est de Khôst, 15 kilomètres au nord et à l'est de la frontière avec le Pakistan, 130 kilomètres au sud-est de Ghazni et 137 kilomètres au sud sud-est de Kaboul. 
Mise à jour au 31 août 2024. 
La piste est maintenant en asphalte.  
L'aéroport est desservi par des vols réguliers.  
(Voir le Wikipedia anglophone) 

## Situation
Le terrain de Khôst est entouré de montagnes culminant à plus de 1 800 mètres d'altitude à l'ouest et plus de 1 200 mètres à l'est. L'aéroport de dispose pas d'installation aéroportuaire.

## Compagnies aériennes et destinations
- Néant